# Duolever

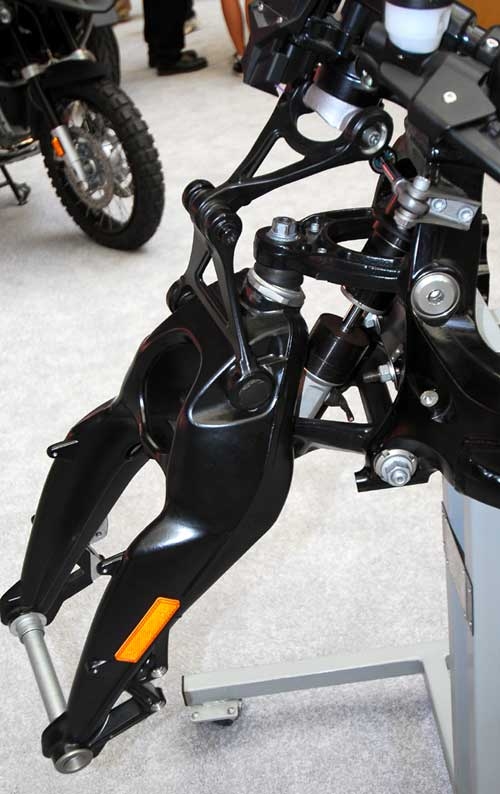
Duolever-Vorderradaufhängung von BMW

Duolever ist eine Vorderradaufhängung für Zweiräder von BMW.
Sie ist eine Weiterentwicklung der Telelever-Konstruktion und wurde erstmals 2004 in der K 1200 S eingesetzt.

## Grundlagen
Grundlage für die Duolever-Konstruktion ist die Hossack-Gabel des britischen Ingenieurs Norman Hossack. Hossack entwickelte bereits in den 1980er-Jahren ein ähnliches Konzept für seine BMW K 100 RS HOSSACK, das bereits damals eine Doppellängslenker-Konstruktion für die Vorderradführung vorsah. Eingesetzt wurde die Hossack-Gabelkonstruktion unter anderem von Claude Fior und John Britten im Motorradrennsport.
Im Unterschied zur Trapezgabel wird nur der Radträger und nicht die beiden Längslenker gelenkt. Dadurch ist das Massenträgheitsmoment um die Lenkachse geringer.

## Konstruktionsmerkmale
Bei der Duolever-Vorderradführung bildet ein Radträger (Gabel) mit zwei Längslenkern ein Viergelenk-Getriebe. Dabei stützen sich die beiden Längslenker an zwei Achsen am Rahmen ab (Dreieckslenker). im oberen Längslenker ist ein Überlastschutz integriert, der bei zu hohen Längskräften wie bei einem Auffahrunfall sich bleibend verformt. In einem separaten Steuerkopf ist die Lenkerbrücke gelagert. Zwei filigrane, miteinander verbundene Dreieckslenker zwischen Lenker und Gabel (Scherenlenker) übertragen die Lenkbewegungen. Die Lenkmomentübertragung hat über dem Federweg eine nichtlineare Übersetzung zwischen 0.95--1,04. Der Lenkungsdämpfer ist zwischen Steuerkopf und Scherenlenkung angebunden. Die Federung übernimmt ein zentrales Federbein, das sich zwischen unterem Längslenker und Rahmen befindet.

## Vorteile
- hohe Stabilität durch tiefliegenden Längslenker
- geringes Eintauchen der Federung beim Bremsen

## Nachteile
- aufwendige Konstruktion
- vergleichsweise hohes Gewicht
- reduzierte Rückmeldung vom Vorderrad bei sportlicher Fahrweise
- hohe Reibung um die Lenkachse durch die Kugelgelenke
- stark begrenzte Federwege durch die Beugewinkel der Kugelgelenke

## Verwendung
Durch die geringen Federwege wird der Duolever ausschließlich in folgenden "Onroad" Motorradmodellen von BMW eingesetzt:
- Ķ 1200 S
- Ķ 1300 S
- Ķ 1200 R & RS
- Ķ 1300 R & RS
- K 1200 GT (K44)
- Ķ 1300 GT
- Ķ 1600 GT & GTL